# València Firebats
Els València Firebats, que en català seria Rat-penats de foc de València, són un equip de futbol americà de la ciutat de València. L'equip es fundà l'any 1993 i actualment prenen part de la màxima categoria de la Lliga espanyola de futbol americà.
És un dels millors equips de la lliga disputant cinc anys consecutius la final de la LNFA, aconseguint el títol dels anys 2006, 2007 i 2009, tan sols perdent la final de 2008 i 2010 enfront L'Hospitalet Pioners.

## Palmarès
- 3 Lliga espanyola de futbol americà: 2006, 2007 i 2009